# Jamaica a 2022. évi téli olimpiai játékokon
Jamaica a kínai Pekingben megrendezett 2022. évi téli olimpiai játékok egyik részt vevő nemzete volt. Az országot az olimpián 2 sportágban 7 sportoló képviselte, akik érmet nem szereztek.

## Alpesisí
Férfi
| Versenyző          | Versenyszám      | 1. futam | 1. futam | 2. futam | 2. futam | Összesítés | Összesítés |
| Versenyző          | Versenyszám      | Idő      | Hely.    | Idő      | Hely.    | Idő        | Helyezés   |
| ------------------ | ---------------- | -------- | -------- | -------- | -------- | ---------- | ---------- |
| Benjamin Alexander | Óriás-műlesiklás | 1:37,94  | 54.      | 1:40,58  | 46.      | 3:18,52    | 46.        |

## Bob
Jamaica három versenyszámban indult (férfi kettes, férfi négyes és női mono). A három egység kvalifikációjával Jamaica öt versenyzőt indított és története során először indult három egységgel. A négyes bobcsapat az 1998-as téli olimpia óta először szerepelt.
Férfi
| Versenyző                                                    | Versenyszám | 1. futam | 1. futam | 2. futam | 2. futam | 3. futam | 3. futam | 4. futam | 4. futam | Összesítés | Összesítés |
| Versenyző                                                    | Versenyszám | Idő      | Hely.    | Idő      | Hely.    | Idő      | Hely.    | Idő      | Hely.    | Idő        | Helyezés   |
| ------------------------------------------------------------ | ----------- | -------- | -------- | -------- | -------- | -------- | -------- | -------- | -------- | ---------- | ---------- |
| Shanwayne Stephens* Nimroy Turgott                           | Kettes      | 1:01,23  | 30.      | 1:01,35  | 28.      | 1:01,54  | 30.      | kiesett  | kiesett  | 3:04,12    | 30.        |
| Shanwayne Stephens* Ashley Watson Rolando Reid Matthew Wekpe | Négyes      | 1:00,80  | 28.      | 1:01,39  | 28.      | 1:01,23  | 28.      | kiesett  | kiesett  | 3:03,42    | 28.        |

* – a bob vezetője
Női
| Versenyző                  | Versenyszám | 1. futam | 1. futam | 2. futam | 2. futam | 3. futam | 3. futam | 4. futam | 4. futam | Összesítés | Összesítés |
| Versenyző                  | Versenyszám | Idő      | Hely.    | Idő      | Hely.    | Idő      | Hely.    | Idő      | Hely.    | Idő        | Helyezés   |
| -------------------------- | ----------- | -------- | -------- | -------- | -------- | -------- | -------- | -------- | -------- | ---------- | ---------- |
| Jazmine Fenlator-Victorian | Mono        | 1:06,63  | 19.      | 1:07,38  | 19.      | 1:06,92  | 19.      | 1:07,63  | 20.      | 4:28,56    | 19.        |